# شاه‌مار سرخ‌فام
شاه‌مار سرخ‌فام یا مار شیری سرخ‌فام (نام علمی: Lampropeltis elapsoides) گونه‌ای از شاه‌مارها است که در بخش‌های جنوب شرقی و شرق ایالات متحده یافت می‌شود. مانند همه شاه‌مارها، آنها مارهای غیرسمی هستند. آنها در جنگل‌های هموار کاج، بانوج‌های آبی، ساوان‌های کاج، جنگل‌های بلوط کاج مسیک، مرغزارها، زمین‌های کشت‌شده و انواع زیستگاه‌های حومه شهر یافت می‌شوند. نامعمول نیست، مردم شاه‌مارهای سرخ‌فام را در استخرهای خود، به‌ویژه در فصل بهار پیدا می‌کنند. تا همین اواخر و برای بیشتر سدهٔ بیستم، شاه‌مارهای سرخ‌فام زیرگونه‌ای از مارهای شیری پنداشته می‌شدند. با این حال، Pyron و Bubrink تمایز تبارزایی این گونه و رابطه نزدیک‌تر آن را با شاه‌مارهای کوهستانی جنوب غربی ایالات متحده نشان دادند. این مارهای عمدتاً دالان‌ساز کوچک‌ترین گونه‌های موجود در سردهٔ Lampropeltis هستند که معمولاً بین ۴۰ تا ۵۰ سانتیمتر (۱۶ تا ۲۰ اینچ) در بلوغ هستند. حداکثر طول ثبت‌شده در Jonesboro, AR ۷۶٫۲ سانتیمتر (۳۰٫۰ اینچ) است. اندازه نوزادان از ۸ تا ۱۸ سانتیمتر (۳٫۱ تا ۷٫۱ اینچ) است.

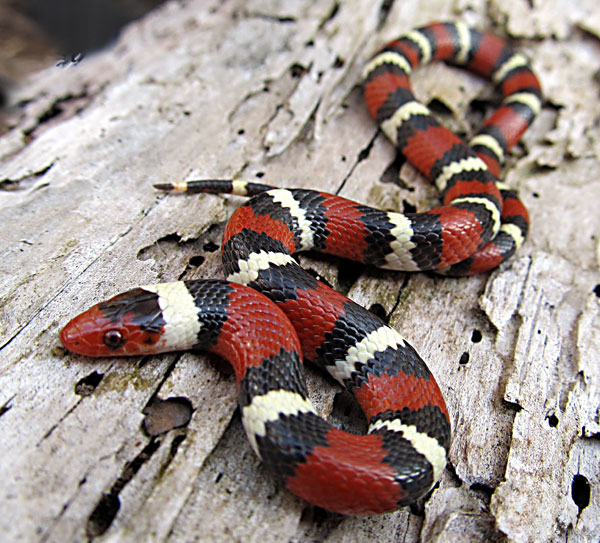
نوجوان، منطقه فلوریدا